# Route nationale 17 (Inde)
Pour les articles homonymes, voir Route nationale 17.
La Route nationale 17 (en anglais : National Highway 17, sigle NH 17), une route nationale  en Inde qui commence près de Sevoke au Bengale-Occidental et se termine à Guwahati dans l’Assam.

## Tracé
La  NH 17 traverse les localités suivantes : 
- Sevoke, District de Darjeeling
- Mongpong, District de Kalimpong
- Bagrakote, Chalsa, Nagarkata, Goyerkata, District de Jalpaiguri
- Birpara, Falakata, Sonarpur District de Alipurduar
- Coochbehar, Tufanganj District de Cooch Behar
- Agomani, Golakganj, Bilasipara, District de Dhubri,
- North Salmara, District de Bongaigaon,
- Goalpara, District de Goalpara,
- Bijoynagar, Boko, District de Kamrup.